# Korba (Túnez)

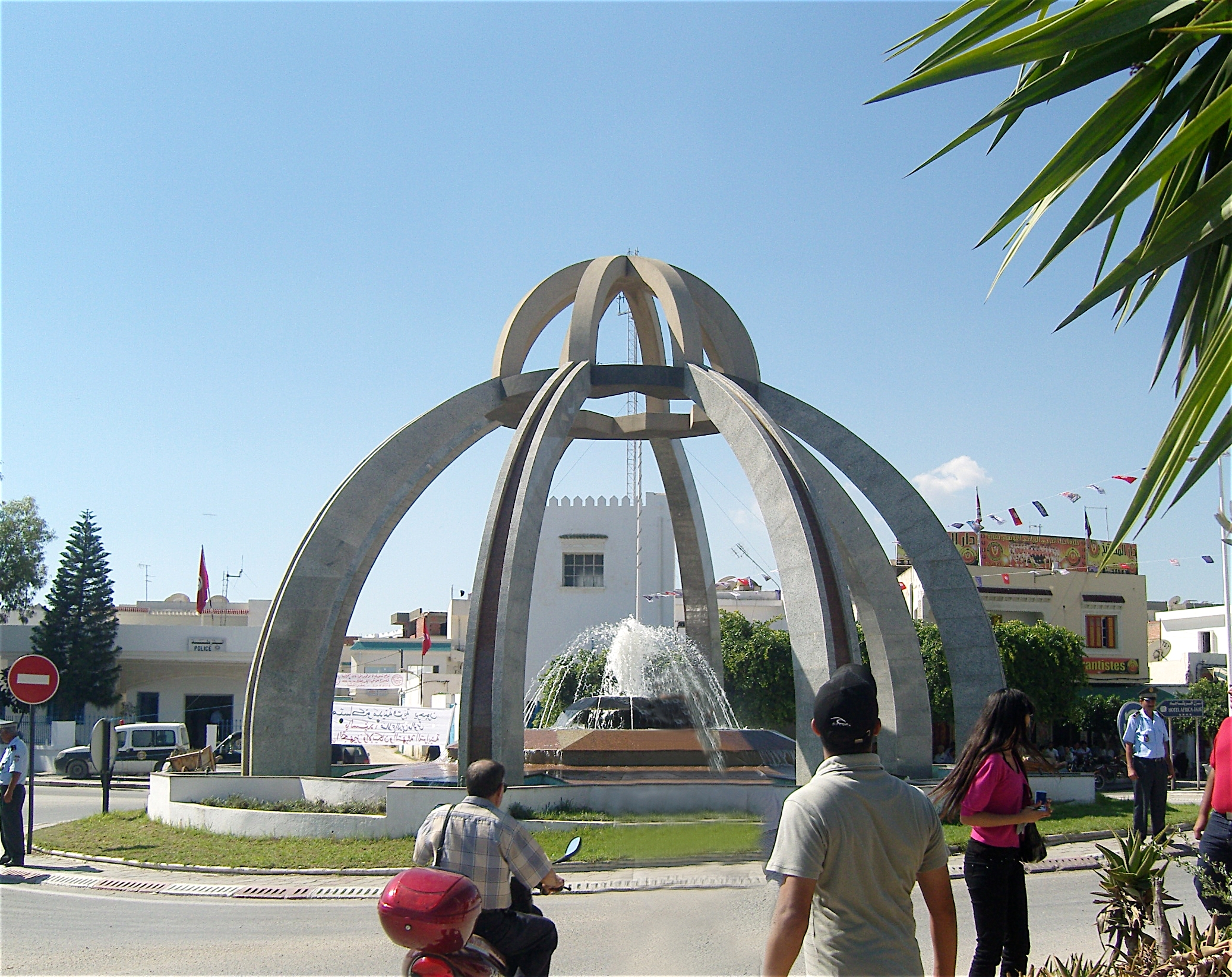
Monumento en el centro de Korba representa un tomate.

Korba (en árabe tunecino: قربة qorbā), antigua Curubis, es una ciudad de Túnez en la costa oriental del cabo Bon. Fue el lugar de exilio del obispo cartaginés Cipriano en el año previo a su martirio. La Korba moderna se encuentra en la gobernación de Nabeul y tenía 68.964 habitantes en el censo de 2014.

## Historia

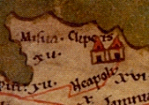
Cabo Bon como aparece en el mapa romano Tabula Peutingeriana..

Antiguos geógrafos y los itinerarios mencionan la ciudad de Curubis en la costa africana entre Clupea (la Kelibia moderna) y Neapolis (la Nabeul moderna).
El primer registro histórico es una inscripción de la época de la guerra civil romana, que registra que los generales pompeyanos Publio Atio Varo y Cayo Considio Longo fortificaron la ciudad en el 46 a. C. En los años posteriores a la guerra civil, la ciudad se convirtió en una colonia romana, la colonia Iulia Curubis (Plinio el Viejo se refiere a ella como libera, 'libre'), tal vez como parte del intento de Julio César de liberar a su ejército de soldados mayores y al mismo tiempo, mantener en la provincia de África un punto de apoyo contra las fuerzas de Pompeya.
En el año 257, el obispo cartaginés Cipriano fue exiliado allí. Su biógrafo Poncio de Cartago, que lo acompañó al exilio, elogia el lugar: provisum esse divinitus … apricum et conpetentem locum, hospitium pro voluntate secretum et quidquid apponi eis ante promissum est, qui regnum et iustitiam dei quaerunt. ('por el favor de Dios, fue proporcionado un lugar soleado y apropiado, un refugio apartado como él deseaba, y todo lo que se prometió anteriormente se presentaría ante aquellos que buscan el reino y la justicia de Dios').
La ciudad tenía su propio teatro. Una inscripción de finales del siglo II honra al ciudadano que lo creó. Se encuentran restos de un acueducto en la actualidad y existe un mosaico en Ostia de los armadores de Curubis, lo que sugiere que la ciudad también poseía un puerto, que no ha sobrevivido.
En el siglo XVIII, Korba acogió moriscos de origen andaluz que influyeron en el diseño laberíntico de las calles del centro.

### Historia eclesiástica
En el 411, Curubis, como muchas ciudades africanas, tenía su propio obispo (nombrado según el procedimiento del Concilio de Cartago del mismo año). En 484, un obispo de Curubis fue nuevamente citado en la Notitia provinciarum et civitatium Africae, entre los obispos exiliados en Córcega por negarse a jurar lealtad al rey vándalo Hilderico, y nuevamente en el procedimiento del Concilio de Cartago en el 525.
El obispado sobrevivió a través de los imperios vándalo y ortodoxo bizantino y solo dejó de funcionar con la conquista musulmana del Magreb. La cátedra del obispado se basó en la civitas de Curubis.

### Obispos
- En el año 257, el obispo cartaginés Cipriano estuvo exiliado allí.[10][11][12]
- En el 411, el donatista Víctor participó en el Concilio de Cartago, participando obispos católicos y donatistas.
- En el 484, Félix asistió al Concilio de Cartago convocado por el rey arriano Hunerico y luego fue exiliado a Córcega.
- En el 525, Peregrinus estuvo en el Concilio de Cartago de ese año.
- En el 646, Bennatus firmó una condena del monotelismo en el Concilio de Cartago.[13][14][15]

### Sede titular
La diócesis fue refundada como sede titular de la Iglesia católica en la década de 1930.
Obispos titulares:
- Paul-Marie Dumond, (27 abr 1912  – 19 feb 1944 )
- Joseph-Paul Strebler (8 nov 1945  – 14 sep 1955 )
- Rafael Valladares y Argumedo (18 ago 1956 – 31 ago 1961)
- Paul Grégoire (26 oct 1961- 20 abr 1968)
- Eugène-Jean-Marie Polge (25 abr 1968  – 25 jun 1970)
- Jean Cuminal (2 ene 1975  – 6 may 1982)
- Emerson John Moore (3 jul 1982 – 14 sep 1995)
- Walter Pérez Villamonte (16 dic 1995  – 7 mar 1998)
- Claudio Silvero Acosta (26 mar 1998 – )

## Cultura
Cada verano, la ciudad organiza un festival de teatro amateur.
Una reciente contribución de la vida en Korba se puede encontrar en la narrativa de Mounira Khemir, Un coin du carré bleu.

## Economía
Sin ser tan importante para el turismo como Nabeul o Hammamet, la ciudad alberga centros vacacionales importantes. Se la conoce como 'ciudad roja' debido a sus especializaciones en el cultivo de tomates, pimientos y fresas, al igual que los viñedos.